# Märklin C-Sinus
Der Märklin C-Sinus ist ein vom Hersteller für Modelleisenbahnen „Märklin“ entwickelter Elektromotor. Er funktioniert nach dem Drehstromprinzip. Märklin bezeichnet den Motor als Hochleistungsmotor, das Firmenmarketing bezeichnet ihn als einen der besten Motoren, die das Unternehmen bisher hergestellt habe. Er ersetzte ab 2000 bei neuen, hochpreisigen Modellen die zuvor verbauten Trommel- und Scheibenkollektor-Motoren. Inzwischen werden die Modelle mit anderen Motoren ausgerüstet.

## Funktion
Der C-Sinus-Motor besteht aus einem Stator mit neun Spulen, auf dem ein Rotor mit zwölf Dauermagneten wie eine Glocke aufsitzt. Im Stator wird ein sich drehendes Magnetfeld (Drehfeld) erzeugt, das den Rotor aufgrund der magnetischen Kräfte antreibt. Durch den wegen der zahlreichen Spulen und Magnete gleichmäßigen magnetischen Fluss sind Drehmoment und Wirkungsgrad des Motors besonders hoch. Die Rotation wird mittels eines Ritzels über ein Stirnradgetriebe an die Antriebsräder übertragen. Zur Motorsteuerung regelt eine über ein Folienkabel mit den Spulen verbundene Steuerelektronik das Drehfeld. Über Hall-Sensoren wird die Drehzahl an die Regelelektronik rückgemeldet.

## Vor- und Nachteile
Durch das auch im niedrigen Drehzahlbereich hohe Drehmoment und den günstigen Wirkungsgrad benötigt der Motor insgesamt weniger Energie, um den Rotor in Bewegung zu versetzen. Da die Spulen fest montiert sind, besteht kein mechanischer Übergang (Gleitkontakt) der elektrischen Versorgung, was den Motor wartungs- und verschleißfrei macht. Die Geschwindigkeit kann exakt geregelt werden, er besitzt eine hohe Zugkraft und arbeitet geräuscharm.
Die günstigen elektromechanischen Eigenschaften werden jedoch mit einer verringerten Eigenbremsleistung erkauft, wodurch die Gefahr besteht, dass eine spannungslose Lokomotive am Gefälle weiterfährt. Unter Spannung wird dies jedoch durch die Regelelektronik kompensiert.